# Demonax gunjii
Demonax gunjii är en skalbaggsart som beskrevs av Holzschuh 1983. Demonax gunjii ingår i släktet Demonax och familjen långhorningar.
Artens utbredningsområde är Nepal. Inga underarter finns listade i Catalogue of Life.